# (1026) Ingrid
(1026) Ingrid es un asteroide que forma parte del cinturón de asteroides y fue descubierto por Karl Wilhelm Reinmuth desde el observatorio de Heidelberg-Königstuhl, Alemania, el 13 de agosto de 1923.

## Designación y nombre
Ingrid recibió al principio la designación de 1923 NY.
Posteriormente se nombró en honor de una sobrina del astrónomo alemán Albrecht Kahrstedt.

## Características orbitales
Ingrid está situado a una distancia media del Sol de 2,254 ua, pudiendo acercarse hasta 1,843 ua y alejarse hasta 2,665 ua. Su inclinación orbital es 5,401° y la excentricidad 0,1824. Emplea 1236 días en completar una órbita alrededor del Sol.
Ingrid forma parte de la familia asteroidal de Flora.